# Gran Reserva
Gran Reserva: El origen
Gran Reserva est une série télévisée espagnole produite par Bambú Producciones pour La 1 de Televisión Española, diffusée entre 2010 et 2013. Tournée et située dans la campagne de La Rioja, elle se concentre sur le monde du vin en tant qu'entreprise et dévouement familial de deux clans traditionnellement opposés.
La première saison a été diffusée le 15 avril 2010. La deuxième saison de la série a été diffusée du 24 mars au 23 juin 2011 et la troisième saison du 7 janvier 2013 au 8 avril 2013. À partir du 15 avril 2013, El pago de los Cortázar [« Le paiement des Cortázars »], trois épisodes spéciaux qui poursuivent la troisième saison, seront diffusés.
TVE n'a à aucun moment précisé si la série allait enregistrer une quatrième saison, malgré le fait que la part d'audience de la troisième saison ait été supérieure de plus de deux points à la moyenne du réseau. Au lieu de cela, elle a opté pour la création du prequel Gran Reserva : El origen, un feuilleton hebdomadaire qui s'attacherait à expliquer la vie des deux familles de vignerons (Cortázar et Reverte) dans les années 1960 jusqu'à ce que la raison de la confrontation entre les deux soit révélée.

## Synopsis
Gran Reserva est un mélange de mélodrame et de suspense. Une histoire familiale qui tourne autour de trois familles de viticulteurs de la Rioja : les Cortázars, représentés par leur patriarche Don Vicente, qui considèrent le vin comme un commerce lucratif, et les Revertes, dirigés par Doña Sofía, pour qui la vigne et la terre sont un mode de vie. Malgré leurs différences, les deux familles vivent dans un équilibre qui est radicalement bouleversé lorsque quelqu'un tente d'assassiner Miguel, le fils aîné des Cortázar. La troisième famille en discorde, la famille Miranda, reviendra à la recherche de la gloire perdue, mais cela la mettra en conflit avec les Cortázars et la famille Reverte.

## Personnages

### Les Cortázar et leurs amis
- Emilio Gutiérrez Caba incarne Don Vicente Cortázar, un homme pervers, capable de tout pour obtenir ce qu'il veut et garder sa famille unie. Il est le président honoraire des caves Cortázar, père de Pablo, Miguel, Emma, Raúl et Carlos, et grand-père de Claudia, María, Adrián et Jesús. (Saisons 1-3)
- Tristán Ulloa incarne Miguel Cortázar, fils aîné de Don Vicente et Rosalía, ambitieux, est l'ancien directeur général des vignobles Cortázar. Dans la deuxième saison, il est nommé président du conseil de contrôle de La Rioja, tombe amoureux de Lucía Reverte, père de Claudia et Jesús. (Saisons 1-3)
- Francesc Garrido incarne Pablo Cortázar, fils que Vicente a eu, hors mariage, avec Amelia Camba ; œnologue de Bodegas Cortázar, marié à Sara, père adoptif de María. (Saisons 1-3)
- Ana Risueño incarne Emma Cortázar, deuxième fille de Vicente et Rosalía, directrice du département des ventes de Bodegas Cortázar. Mariée à Gustavo, avec qui elle est malheureuse, mère adoptive d'Adrián. (Saisons 1-3)
- Armando del Río incarne Gustavo Arístides, le mari d'Emma et le père adoptif d'Adrián. Ambitieux et sans scrupules, ancien ingénieur agronome des caves et ancien actionnaire des caves Cortázar. (Saisons 1-3)
- Aitor Luna incarne Raúl Cortázar, le troisième fils de Vicente et Rosalía. Personnage immature, il était l'ancien directeur des ressources humaines de la cave Cortázar. (Saisons 1-3)
- Unax Ugalde incarne Carlos Cortázar, le fils que Rosalía a eu dans le dos de Vicente et dont elle s'est occupée avec son amant. Un jeune homme ambitieux et arrogant, ancien directeur général de la cave Cortázar. (Saison 3)
- Aitana Garrido incarne María Cortázar, la fille de Sara et, après l'avoir adoptée, la fille de Pablo. (Saisons 2-3)
- Javier Villalba incarne Adrián Arístides, le fils adoptif d'Emma et Gustavo. (Saison 3)
- Belén Fabra incarne Paula Muro, ex-femme de Miguel Cortázar, mère de Claudia, actionnaire des vignobles Cortázar après avoir été veuve de son nouveau mari, Joaquín Belmonte. Après la mort de sa fille, elle veut se venger de la famille Cortázar. (Saisons 1-3)
- Alejandra Lorente incarne Sara Martín, l'ex-femme de Pablo, la mère de María. Rusée et manipulatrice, elle cherche à se venger de la famille Cortázar après l'avoir séparé de sa fille. (Saisons 1-3)
- Mariona Tena incarne Mar Azpeitia, œnologue à Bodegas Cortázar, assistante et amante de Pablo Cortázar. (Saison 3)

### Les Reverte et leurs amis
- Ángela Molina incarne Sofía Ruiz, bonne et simple, matriarche de la famille Reverte. Mère de Lucía et de Daniel et épouse de Jesús, pour lequel elle donnera sa vie. (Saisons 1-3)
- Paula Echevarría incarne Lucía Reverte Ruiz, fille de Sofía et Jesús, sœur de Daniel. Elle retourne à Lasiesta et tombe amoureuse de Miguel Cortázar, avec qui elle a un fils, Jesús Cortázar Reverte. (Saisons 1-3)
- Ricard Sales incarne Daniel Reverte Ruiz, fils de Sofía et Jesús, frère de Lucía et oncle de Jesús. Il est impulsif et arrogant. (Saisons 1-3)
- Úrsula Corberó incarne Laura Márquez, une imposteur qui se fait passer pour Julia Cortázar, petite-nièce d'Alejandro Cortázar, le père de Don Vicente, et sa cousine germaine, une avocate qui arrive à Lasiesta, l'héritière légitime de Bodegas Cortázar. (Saison 3)
- Javier Ruiz de Somavía incarne Marc Celaya, avocat de la famille Reverte et ancien amour de Lucía. (Saison 3)

### Les Miranda et leurs amis
- Marina San José incarne Ainhoa Miranda, mariée à Javier et héritière légitime de Bodegas Miranda, une jeune femme intelligente, stratège et dévouée à un métier qui la passionne : le monde du vin, revient à Lasiesta pour se venger de la famille Cortázar. (Saison 3)
- Fernando Andina incarne Javier Ocampo, un jeune homme entreprenant, sensible et doué pour les affaires, qui dirige l'exploitation viticole Miranda avec sa femme, Ainhoa. Sa compétence et son élan ont permis de faire avancer un domaine viticole qui était en faillite et qui retrouve peu à peu la splendeur qu'il avait perdue. (Saison 3)
- Jorge Bosch incarne Navarro, obéissant, travailleur et discret, a travaillé toute sa vie dans la cave Miranda. L'arrivée d'Ainhoa et de Javier est saluée par lui, qui voit comment le couple se bat pour ce pour quoi il a travaillé toute sa vie : le domaine viticole Miranda. Navarro est fidèle et loyal au mariage, même dans les plus dures adversités. (Saison 3)

### Secondaires
- Luisa Martín incarne l'agent Isabel Ortega, une policière régionale de Lasiesta et descendante d'une importante famille de policiers de la région. (Saisons 1-3)
- Marta Belmonte incarne Nuria Asensi, fille d'Agustín Asensi, ancien président du conseil de contrôle de La Rioja. (Saisons 2-3)
- Joseba Apaolaza incarne Luis Mendoza, un client important de la cave Cortázar. (Saison 3)

### Anciens et décédés
- Carlos Álvarez-Novoa incarne Don Jesús Reverte †, époux de Sofía Ruiz et père de Lucía et Daniel. Assassiné par Vicente Cortázar. (Saison 1)
- César Sánchez incarne Señor Agüero, négociant en vins. (Saison 1)
- Mauricio Bautista incarne Luis Jiménez †, ouvrier de la famille Cortázar, assassiné par Raúl Cortázar. (Saison 1)
- Ángela Cremonte incarne Paloma Olmedo †, secrétaire de la cave Cortázar et amante de Gustavo. Elle est tuée par Gustavo lorsqu'il découvre qu'elle est enceinte. (Saison 1)
- Mariana Cordero incarne d'Amelia Camba, la mère biologique de Pablo Cortázar, qui est confinée dans une maison de retraite en raison de son état sénile. (Saison 1)
- Ángela Cremonte, incarne Carlota Olmedo, la sœur jumelle de Paloma, quitte Lasiesta après les funérailles de sa sœur. (Saisons 1-2)
- Juan Meseguer dans le rôle d'Antonio Rico, ancien avocat des Reverte et plus tard de la famille Cortázar, quitte Lasiesta après avoir aidé Vicente Cortázar. (Saisons 1-3)
- María Casal incarne Mercedes Monsálvez, l'ex-femme de M. Agüero. (Saison 1)
- Lucía Gil incarne Claudia Cortázar Muro †, fille de Miguel et Paula, meurt dans un accident de la route provoqué par son grand-père Don Vicente. (Saison 1)
- Francisco Marcus incarne "Sombra" †, le confident de Don Vicente et le mari d'Irene Salcedo. Il se suicide. (Saison 1)
- Ramón Madaula, incarne Julián Calvo, critique de vin, se retrouve en prison pour avoir affronté la famille Cortázar. (Saisons 1-2)
- José Hervás incarne "El Tuerto" †, viticulteur. Assassiné par Raúl Cortázar. (Saisons 1-2)
- Empar Ferrer dans le rôle d'Isabel, épouse de "El Tuerto". (Saisons 1-2)
- Thaïs Blume incarne Lorena Garzo †, la petite amie de Daniel Reverte. Elle meurt dans un accident de la circulation. (Saison 2)
- Yon González incarne Manuel Hernández †, ex-secrétaire de la cave Cortázar et ex-petit ami de Paloma Olmedo. Tué accidentellement par Emma Cortázar, provoqué par Gustavo Arístides. (Saison 2)
- Ledicia Sola incarne Monica Robledano †, ex-avocate des Cortázars. Elle est censée être assassinée par Paula Muro. (Saisons 1-2)
- Joan Crosas incarne Joaquín Belmonte †, le nouveau mari de Paula Muro, meurt d'une crise cardiaque lorsqu'il apprend les plans de Paula contre Miguel Cortázar. (Saisons 2-3)
- Elvira Arce dans le rôle d'Amelia, ancienne servante de la famille Cortázar. Lorsque Rosalía tombe malade, elle est renvoyée. (Saison 3)
- Celso Parada incarne Eusebio Burgos, ancien employé de la famille Cortázar. (Saison 3)
- Álvaro de Luna incarne Agustín Asensi, ancien président du conseil de contrôle de La Rioja. (Saison 2)
- Mariam Hernández dans le rôle d'Ana Garzo, sœur de Lorena, la petite amie décédée de Daniel, qui quitte Lasiesta lorsqu'elle apprend la vérité sur la mort de Lorena. (Saison 3)
- Gloria Muñoz incarne Rosalía Ortiz †, épouse de Vicente, disparue depuis des années, mère de Miguel, Emma, Raúl et Carlos et mère adoptive de Pablo et grand-mère de Claudia, María, Adrián et Jesús. Elle meurt asphyxiée par Sara. Pendant de nombreuses années, elle se fait passer pour Irene Salcedo, l'épouse disparue de Sombra. (Saisons 2-3)
- Mamen Camacho incarne Rosalía Ortiz (jeune).
- Manuel Galiana dans le rôle d'Adolfo Reverte †, le jeune frère de Jesús Reverte, oncle de Lucía et Daniel. Il meurt dans une maison de retraite, victime de la maladie d'Alzheimer. (Saison 3)
- Miriam Montilla en tant qu'assistante judiciaire †, chargée de l'adoption réalisée par Emma et Gustavo. Assassiné par Gustavo. (Saison 3)

## Épisodes et audiences
La série a été rediffusée dans son intégralité sur Rioja Televisión et CyL8.

## Scénario
Une partie du tournage a eu lieu dans la ville de Briones, dans la Rioja, appelée Lasiesta dans la série. Une grande partie des intérieurs a été tournée à Madrid et sur un grand plateau de 1500 m² qui reproduit les domaines viticoles Cortázar et Reverte. D'autres extérieurs ont été tournés à Ségovie et Chinchón.

## Prix et nominations
- Prix de l'Académie de la Télévision espagnole

| Année | Catégorie                                               | Personne              | Résultat |
| ----- | ------------------------------------------------------- | --------------------- | -------- |
| 2010  | Meilleur acteur de série                                | Emilio Gutiérrez Caba | Lauréat  |
| 2010  | Meilleure actrice de série                              | Paula Echevarría      | Nommée   |
| 2010  | Meilleur directeur de la photographie et de l'éclairage | Jacobo Martínez       | Nommé    |

- Prix Ondas

| Année | Catégorie                                         | Personne              | Résultat |
| ----- | ------------------------------------------------- | --------------------- | -------- |
| 2011  | Meilleur interprète masculin en fiction nationale | Emilio Gutiérrez Caba | Lauréat  |

- Prix Unión de Actores y Actrices

| Année | Catégorie                                   | Personne              |         |
| ----- | ------------------------------------------- | --------------------- | ------- |
| 2010  | Meilleur second rôle masculin de télévision | Aitor Luna            | Lauréat |
| 2013  | Meilleur acteur principal de télévision     | Emilio Gutiérrez Caba | Lauréat |
| 2013  | Meilleure second rôle féminin de télévision | Ángela Molina         | Nommée  |

- Prix Zapping

| Année | Catégorie         | Personne              | Résultat |
| ----- | ----------------- | --------------------- | -------- |
| 2010  | Meilleure série   |                       | Nommée   |
| 2010  | Meilleur acteur   | Emilio Gutiérrez Caba | Lauréat  |
| 2010  | Meilleure actrice | Paula Echevarría      | Nommée   |
| 2011  | Meilleure actrice | Ángela Molina         | Lauréate |

- Festival de Télévision et de Radio de Vitoria

| Année | Catégorie                                                      | Résultat |
| ----- | -------------------------------------------------------------- | -------- |
| 2010  | Prix Passion des Critiques pour le meilleur produit de l'année | Lauréat  |

- Festival du Cinéma et de la Télévision Historiques de Léon

| Année | Catégorie                                                       | Résultat |
| ----- | --------------------------------------------------------------- | -------- |
| 2011  | Prix de la meilleure idée originale et de la qualité artistique | Lauréat  |

- Festival Seoul International Drama Awards

| Année | Catégorie       | Résultat |
| ----- | --------------- | -------- |
| 2012  | Meilleure série | Nommée   |

- Prix ALMA

| Année | Catégorie                            | Résultat |
| ----- | ------------------------------------ | -------- |
| 2010  | Meilleur scénario de série télévisée | Nommé    |

Prix Punto Radio La Rioja
| Année | Catégorie                 | Résultat |
| ----- | ------------------------- | -------- |
| 2010  | Meilleure série télévisée | Lauréate |

## Adaptations
- Reserva de familia (2012), une production de TVN, mettait en vedette Luz Valdivieso et Francisco Melo.
- Caminos de Guanajuato (2015), une production de TV Azteca, met en vedette Iliana Fox et Erik Hayser.